# Elly Reichel
Elly Reichel geborene Elly Marie Thiele (* 8. November 1930 in Dresden; † 8. Mai 2025 in Kiel) war eine deutsche Grafikerin und Malerin.

## Leben und Werk
Elly Thiele absolvierte 1948 eine Ausbildung zur Technischen Zeichnerin in Dresden. Auf der Arbeit lernte sie den Ingenieur Werner Reichel kennen und heiratete ihn 1952. Sie arbeitete bis ungefähr 1962 nach der Geburt der beiden Töchter (1953 und 1957) noch in Heimarbeit in ihrem Beruf. Danach betätigte sie sich autodidaktisch als Malerin und Grafikerin und nahm Unterricht bei Hermann Naumann. Später war sie Gaststudentin an der Hochschule für Bildende Künste Dresden und besuchte die pädagogische Zusatzausbildung der Abendschule an der Kunsthochschule. Sie arbeitete unter anderem als Zirkelleiterin in Dresden Rossendorf.
Bei Elly Schreiter in der Druckerei des Verbandes Bildender Künstler Dresden lernte sie die Technik der Lithografie und schuf mehrere Zyklen mehrfarbiger Lithografien. Seit 1974 Kandidatin, wurde sie 1981 Mitglied im VBK Dresden. Ihre Grafiken entsprachen wohl nicht ganz dem gewünschten Sozialistischem Realismus.
Neben ihrer freien künstlerischen Tätigkeit als Grafikerin und Malerin arbeitete sie u. a. bei der Rekonstruktion der Semperoper, im katholischen Kloster Neuzelle, in Schloss Pillnitz und im alten Polizeipräsidium als Restauratorin. Einige ihrer Grafikzyklen wurden von Museen angekauft. Im Sächsischen Kunstfonds befinden sich mehrere ihrer Kaltnadelradierungen.
1990 zog sie nach Kiel, wo sie insbesondere Ölgemälde schuf.

## Werke (Auswahl)

### Tafelbilder
- Weiblicher Akt auf blauem Stuhl (1973, Öl auf Rupfen, 80 × 60 cm)[3]
- Bildnis Angela / Tochter der Künstlerin (1974, Öl auf Leinwand, 60 × 50 cm)[4]

## Ausstellungen (unvollständig)

### Einzelausstellungen
- 1985: Dresden, Galerie Mitte („Lebenslinien“; mit Frank Panse, Inge Thiess-Böttner und Dietrich Nitzsche)

### Teilnahme an Gruppenausstellungen
- 1971: Dresden, Albertinum („Vom Werden des neuen Menschen. Das Menschenbild in der Kunst 1946–1971“)
- 1974 und 1985: Dresden, Bezirkskunstausstellungen
- 1987: Dresden, Galerie Nord („Puppenspiel in Malerei und Grafik von Dresdener Künstlern“)